# Loin d'ici
Loin d'ici (Lontano da qui) è un singolo della cantante austriaca Zoë, pubblicato il 5 febbraio 2016 su etichetta discografica Global Rockstar Music. È il quarto singolo ad essere estratto dall'album di debutto di Zoë, intitolato Debut. Il brano è stato scritto e composto interamente in lingua francese da Zoë Straub e Christof Straub.
L'11 gennaio 2016 è stato reso noto che Zoë sarebbe stata una dei dieci concorrenti di Wer singt für Österreich? 2016, il programma di selezione nazionale austriaco per l'Eurovision Song Contest 2016. Nella finale del 12 febbraio Zoë si è piazzata quarta nel voto della giuria, ma ottenuto abbastanza televoti da poter procedere alla superfinale a due, nella quale il voto del pubblico l'ha dichiarata vincitrice.
All'Eurovision Zoë ha cantato per dodicesima nella prima semifinale, che si è tenuta il 10 maggio a Stoccolma, e si è qualificata per la finale del 14 maggio, dove ha cantato per ventiquattresima su 26 partecipanti. Nella semifinale Zoë si è piazzata settima su 18 partecipanti, risultando la seconda preferita dai telespettatori dietro alla Russia con 133 punti, ma ottenendo solo 37 punti dal voto delle giurie, risultando l'undicesima più votata. Nella finale Zoë è arrivata tredicesima su 26 concorrenti, totalizzando 151 punti. È risultata l'ottava più televotata con 120 punti e la ventiquattresima più votata dalle giurie con altri 31 punti.
Per promuovere la sua canzone Zoë si è esibita ad Amsterdam il 9 aprile 2016 durante l'evento Eurovision in Concert e a Tel Aviv l'11 e il 13 aprile durante il concerto Israel Calling. Loin d'ici ha raggiunto la tredicesima posizione nella classifica austriaca ed è entrata in classifica in Francia, Paesi Bassi, Svezia e nelle Fiandre.

## Tracce
Download digitale
1. Loin d'ici – 3:00

## Classifiche
| Classifica (2016) | Posizione massima |
| ----------------- | ----------------- |
| Austria           | 13                |
| Belgio (Fiandre)  | 92                |
| Francia           | 99                |
| Paesi Bassi       | 117               |
| Svezia            | 66                |